# Синяя кохоа
Синяя кохоа (лат. Cochoa azurea) — вид воробьиных птиц из семейства дроздовых. Подвидов не выделяют. Эндемик Явы (Индонезия). 

## Описание
Синяя кохоа достигает длины около 23 см. Выражен половой диморфизм. У взрослых самцов верхняя часть тела блестящего тёмно-синего цвета. Макушка, края больших верхних кроющих крыла и маховые перья более бледного блестяще-синего цвета. Нижняя часть тела глубокого пурпурно-синего цвета. Радужная оболочка тёмная; клюв и ноги чёрные. У взрослых самок оперение нижней части тела тёмно-коричневое; макушка, крылья и хвост синего цвета. Молодые особи похожи на самок, но у них грудь с охристо-коричневыми пятнами.
Песня слышится как тонкий высокий свист «siiiit». Позывка при беспокойстве — «cet-cet-cet». 

## Распространение и места обитания
Синяя кохоа является эндемиком Явы. Обитает в тропических горных лесах в западной и центральной частях этого острова. Встречается на высоте 900—3000 м над уровнем моря.

## Биология
Синяя кохоа кормится на всех ярусах леса. В состав рациона входят фрукты и ягоды, включая Zanthoxylum ovalifolium и Z. scandens; а также насекомые и улитки. Биология размножения практически не исследована. Отдельные наблюдения за птенцами позволяют предположить, что сезон размножения длится с августа по апрель. Описано только одно гнездо, расположенное на высоте 7 м от земли на дереве на высоте 2400 м от уровня моря. Гнездо чашеобразной формы, сооружённое из мха и выстланное мхом и тонкими корешками; в кладке было два яйца. Другой информации нет.